# Rave In2 the Joy Fantastic (Album)
Rave In2 the Joy Fantastic (englisch für Schwärmen in der fantastischen Freude) ist ein Remixalbum des US-amerikanischen Musikers Prince, wobei er alle Songs arrangierte, komponierte und produzierte. Er veröffentlichte es am 29. April 2001 bei seinem eigenen Musiklabel NPG Records und war ausschließlich über seiner damalige Website käuflich zu erwerben. Das Remixalbum basiert auf seinem 23. Studioalbum Rave Un2 the Joy Fantastic (1999) und enthält mit Beautiful Strange einen zuvor unveröffentlichten Song. Obwohl er seinen Künstlernamen „Prince“ im Mai 2000 wieder angenommen hatte, erschien Rave In2 the Joy Fantastic unter seinem unaussprechbaren Symbol als Pseudonym.
Die Musik zählt zu den Genres Contemporary R&B, Funk, Pop und Rock. Als Gastmusiker wirken wieder Ani DiFranco, Chuck D, Clare Fischer, Eve, Gwen Stefani, Maceo Parker und Sheryl Crow mit.
Obwohl Prince zum Zeitpunkt der Veröffentlichung von Rave In2 the Joy Fantastic auf Tournee war, veranstaltete er keine nennenswerte Musikpromotion für das Remixalbum und da es in den internationalen Musikcharts nicht geführt wurde, hatte es keine Möglichkeit, Gold- oder Platinstatus zu erreichen. Das Interesse der Massenmedien war zudem sehr gering; erst nach Prince’ Tod im April 2016 wurde es vereinzelt rezensiert und erhielt überwiegend negative Kritiken.
Am 26. April 2019, drei Jahre nach Prince’ Tod, brachte The Prince Estate („Der Prince-Nachlass“) das Remixalbum als Wiederveröffentlichung heraus, das sich dann vereinzelt in den internationalen Hitparaden platzieren konnte.

## Entstehung
Prince kündigte das Remixalbum bereits am 9. November 1999 an, dem Erscheinungstag von Rave Un2 the Joy Fantastic. Ursprünglich wollte er es am 9. März 2000 bei dem Major-Label Arista Records herausbringen, bei dem er damals unter Vertrag stand. Doch aus Verärgerung über Clive Davis verschob er den geplanten Termin und veröffentlichte das Remixalbum letztendlich erst ein Jahr später im April 2001 bei seinem Label NPG Records.
Alle Songs stellte Prince von Anfang 1999 bis Anfang 2000 in seinem Paisley Park Studio in Chanhassen in Minnesota fertig. Das erste Stück war Tangerine, die letzten Songs die vier Remixversionen von Hot Wit U (Nasty Girl Remix), Man ‘O’ War (Remix), Rave In2 the Joy Fantastic und Undisputed (The Moneyapolis Mix).
Das zuvor unveröffentlichte Stück Beautiful Strange spielte Prince ursprünglich Mitte 1998 in seinem Paisley Park Studio ein und brachte diese Version auf seinem gleichnamigen Videoalbum im August 1999 heraus. Aber Ende 1999 überarbeitete er den Song und veröffentlichte eine leicht abgeänderte Version auf dem Remixalbum.
Die beiden Songs Everyday Is a Winding Road und Strange but True sowie die drei Übergänge segue, segue (1 800 New Funk Advertisement) und segue (Miles Davis 199?) sind auf dem Remixalbum nicht zu finden.

## Gestaltung des Covers

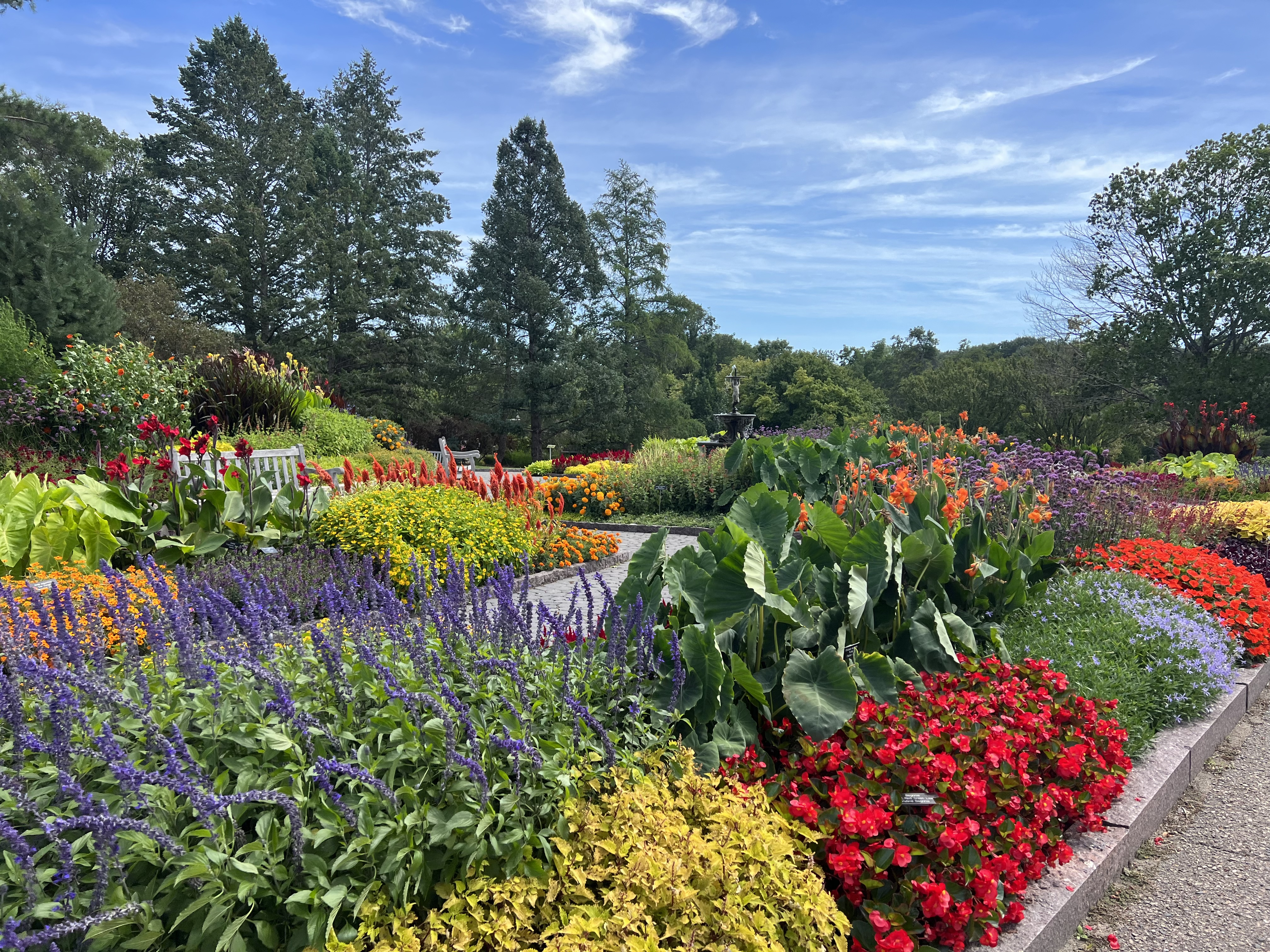
Das Minnesota Landscape Arboretum im August 2023

Artdirector und Fotograf Steve Parke (* 1963) war erneut für das Albumdesign zuständig. Das Frontcover weist große Ähnlichkeiten mit dem von Rave Un2 the Joy Fantastic auf; lediglich der Albumtitel ist von „Un2“ nach „In2“ geändert und Prince’ Augen schauen in Richtung Kamera, was bei dem anderen Frontcover nicht der Fall ist. Das Rückcover ist, abgesehen von der abgedruckten Tracklist, identisch mit Rave Un2 the Joy Fantastic.
Im Gegensatz zu Rave Un2 the Joy Fantastic stattete Prince das Remixalbum mit einem Booklet aus. Dieses besitzt 20 Seiten und enthält von ihm sieben Fotos. Unter anderem ist ein sehr ähnliches Foto von dem Poster abgebildet, wobei Prince’ Hände diesmal aber nicht von Parke nachträglich digital bearbeitet worden sind. Zudem hält Prince seinen Kopf etwas schräg. Außerdem ist von ihm ein Foto zu sehen, das Parke im botanischen Garten „Minnesota Landscape Arboretum“ in Chanhassen aufnahm und Prince auf einer von Bäumen umgebenen Bank sitzend zeigt. Als Parke diese Aufnahme fertigstellte, fragte ihn Prince skeptisch, ob das Foto nicht zu dunkel sei, was er verneinte. Doch Prince blieb weiterhin skeptisch und meinte: „Wie wäre es damit, wenn es zu dunkel ist, wäscht du mein Auto für ein Jahr“, worauf Parke Prince’ Einsatz für den Fall wissen wollte, der Fotograf habe sich nicht geirrt. „Behältst du deinen Job“, entgegnete ihm Prince scherzhaft. Letztendlich habe Parke das Foto im Nachhinein doch noch etwas aufgehellt, „nur für alle Fälle“, wie er ebenfalls augenzwinkernd sagte.
Ferner ist im Booklet ein Foto von der Tänzerin Desray Junca zu sehen, die im Musikvideo zu Hot Wit U (Nasty Girl Remix) mitwirkt und nach Prince’ Tod behauptete, mit ihm von 1999 bis 2001 eine Affäre gehabt zu haben. Außerdem sind alle Liedtexte zu lesen, wobei der zusätzliche Liedtext in einigen Songs aber nicht abgedruckt ist.
In den Liner Notes bedankt sich Prince erneut bei Mayte Garcia, von der er beim Erscheinungsdatum des Remixalbums bereits elf Monate geschieden war. Zudem bedankt er sich auch wieder bei Manuela Testolini (* 1976), die er im Dezember 2001 heiratete. Außerdem ist in den Liner Notes Prince’ Hinweis auf die Tötung von Lämmern für den Wunsch der Menschen nach weicher Wollkleidung zu lesen.
Das Copyrightzeichen vom Booklet und der CD ist mit dem Jahr 2000 datiert, obwohl das Remixalbum erst im April 2001 erschien.

## Musik und Liedtexte

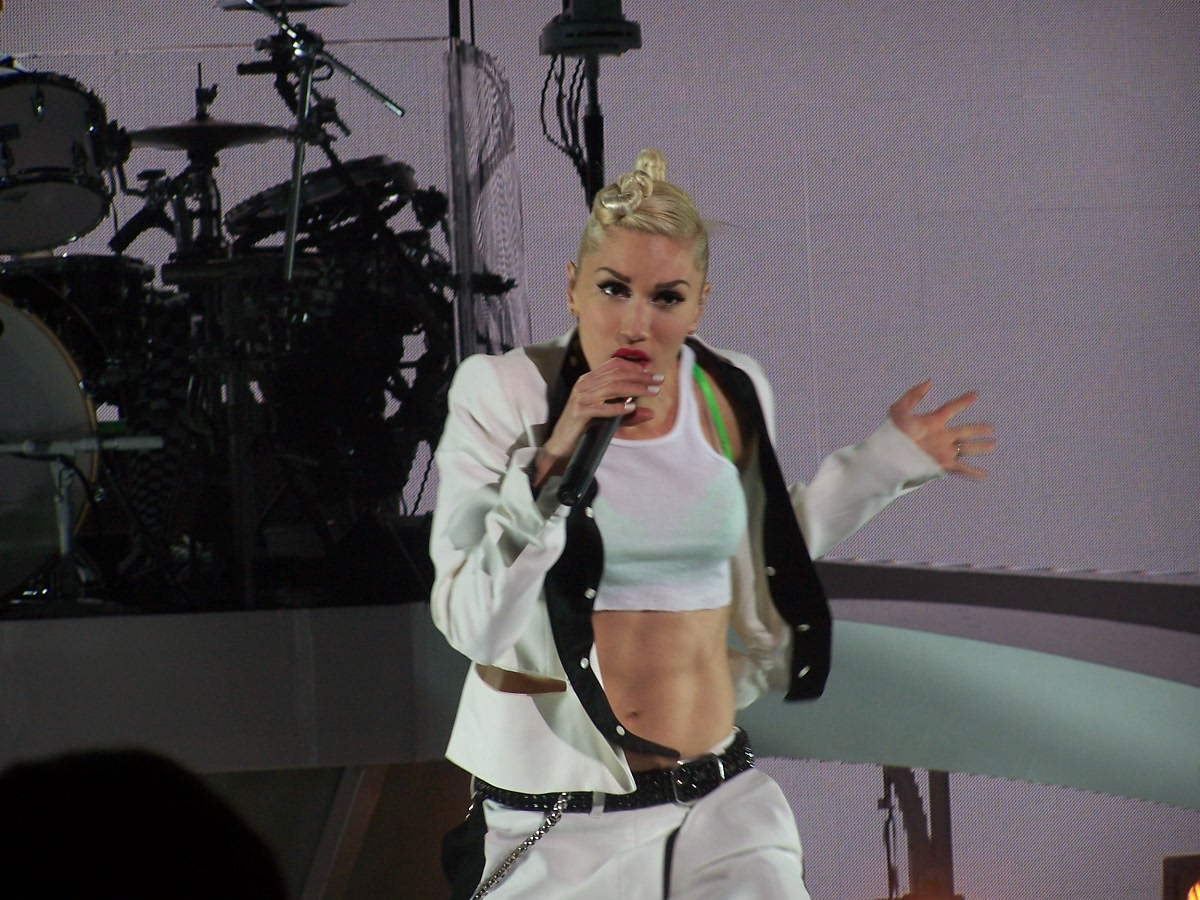
Gwen Stefani im Jahr 2003

Die Musik zählt zu den Genres Contemporary R&B, Funk, Pop und Rock. Die fünf Songs Hot Wit U (Nasty Girl Remix), Man ‘O’ War (Remix), Rave In2 the Joy Fantastic, The Greatest Romance Ever Sold und Undisputed (The Moneyapolis Mix) spielte Prince mit musikalischen Elementen neu ein, die in den jeweiligen Versionen auf Rave Un2 the Joy Fantastic nicht vorhanden sind. Abgesehen von zusätzlichem Liedtext in wenigen Songs ist dieser mit den Versionen auf Rave Un2 the Joy Fantastic identisch. Die meisten Stücke singt Prince melodisch vertont, nur Undisputed trägt er im Sprechgesang vor. Neben seinem charakteristischen Falsettgesang benutzt er auch tiefere Stimmlagen.
1. Rave In2 the Joy Fantastic
Das Titelstück unterscheidet sich deutlich von der Originalversion und besitzt einen aus dem Genre Techno angehauchten Beat. Außerdem änderte Prince den Liedtext und singt beispielsweise: „Alles, was du brauchst, ist ein DJ und der Drang dich zu bewegen (Bist du bereit?). Wir können die Party starten, willst du nicht grooven?“ anstatt „Alles, was du brauchst, ist ein guter Gang und eine brandneue Position. Dann können wir die wahre Seele verbreiten, es wie eine Mission tun (Rave), Rave“. Zudem ließ er einigen Liedtext weg und fügte dafür Rap-Passagen ein.
2. Undisputed (The Moneyapolis Mix)
In diesem Remix nahm Prince seinen Gesang neu auf und integrierte ebenfalls einige von ihm vorgetragenen Rap-Passagen. Den Refrain „NPG, get rowdy now“ entfernte er, dafür singt er: „How is it that a brother always wanna keep another one back? I’m too far right to get left goin’ sideways, Jack. How is that a brother always wanna keep another one back? Never we mind what you do, in Moneyapolis – we da mack!“ („Wie kann es sein, dass ein Bruder immer einen anderen zurückhalten will? Ich bin zu weit rechts, um auf die Seite zu gehen, Jack. Wie kann es sein, dass ein Bruder immer einen anderen zurückhalten will? Uns ist egal, was du tust, in Moneyapolis sind wir der Hammer!“). Die Raps von Chuck D blieben unverändert.
3. The Greatest Romance Ever Sold
Die verlängerte Version ist im Wesentlichen ein Zusammenschnitt von der Albumversion und vom Adam & Eve Remix mit Rapperin Eve. Der Groove beginnt im Stil vom Adam & Eve Remix, wechselt dann aber in dem der Albumversion. Ab Minute 4:20 fügte Prince neue Gesangsparts, dezent neuen Liedtext und punktuell etwas andere musikalische Parts ein.
4. Hot Wit U (Nasty Girl Remix)
Diesen Remix nahm Prince ebenfalls neu auf und sang zusätzlichen Liedtext ein, wie beispielsweise Textpassagen aus dem von ihm geschriebenen Song Nasty Girl, der im Jahr 1982 von seinem damaligen Nebenprojekt Vanity 6 veröffentlicht wurde. Auch der Groove von Hot Wit U (Nasty Girl Remix) ähnelt Nasty Girl. Die Raps von Eve sind jedoch identisch geblieben.
5. Tangerine
Auf Rave Un2 the Joy Fantastic endet das von Jazz angehauchte Stück nach 1:31 Minuten. Auf dem Remixalbum ist es aber in der ursprünglichen Originalversion zu hören, die ab Minute 1:31 noch ein 42 Sekunden langes Instrumentalspiel enthält.[9]
6. So Far So Pleased Gwen Stefani im Jahr 2003
Das Duett mit Gwen Stefani ist identisch mit der Version auf Rave Un2 the Joy Fantastic.
7. The Sun, the Moon and Stars
Das Stück unterscheidet sich nur minimal von der Albumversion und besitzt am Schluss ein um lediglich drei Sekunden verlängertes durch Synthesizer erzeugtes Meeresrauschen.[10]
8. Man ‘O’ War (Remix)
Der Remix enthält mit der neu kreierten Textzeile „How did Lenny say: I got to get away, I got to get away“ eine Anspielung auf den Song Fly Away (1998) von Lenny Kravitz. Außerdem fügte Prince eine Rap-Passage ein, in der er Donatella Versace erwähnt.
9. Baby Knows (x-tended)
Der Track beginnt ebenfalls mit dem Mundharmonika-Spiel von Sheryl Crow und ist bis Minute 1:49 identisch mit der Albumversion. Dann ist Kip Blackshire für zehn Sekunden mit dezenten Backing Vocals über Prince’ Gitarrenspiel zu hören. Der Song endet wie auf Rave Un2 the Joy Fantastic, kehrt aber nach einer Pause von zwei Sekunden wieder zurück und Prince fügte noch 30-sekündiges Instrumentalspiel hinzu, inklusive mit abermals dezenten Background-Gesang von Blackshire.[8] Maceo Parker im Jahr 2000

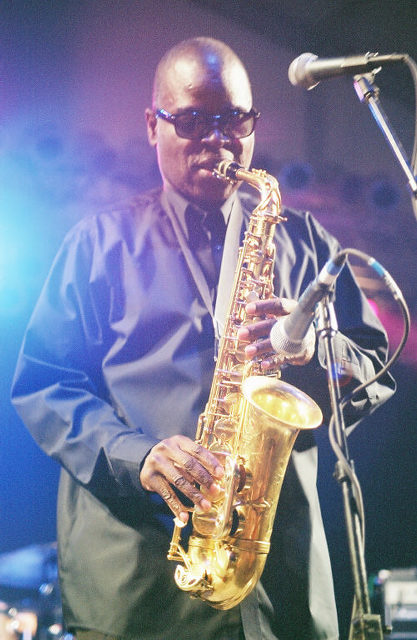
Maceo Parker im Jahr 2000

10. Eye Love U, but Eye Don’t Trust U Anymore
Die von Prince gespielte Klavierballade mit dezentem Gitarrenspiel von Ani DiFranco als Begleitung weist keine Änderungen auf.
11. Beautiful Strange
Der einzig neue Song auf dem Remixalbum ist eine klagende und zurückhaltende Nummer, ohne erkennbare Melodie. Prince verwischt die Grenze zwischen einer R&B-Ballade und einem Rocksong; er spielt aufgeladene Gitarrensoli und Licks vor einer spärlichen Kulisse, die aus einem langsamen, gedämpften Pattern eines Drumcomputers, Synthesizer-Bass und einigen gezupften Bassgitarren besteht. Der obskure und spirituell angehauchte Liedtext scheint die Wichtigkeit von der Suche nach Antworten sowie die Unzulänglichkeit der Worte zu betreffen. Beispielsweise singt Prince: „Worte, so seltsam, dass nur der Verstand sie aussprechen kann“. Er ermutigt, „in deine Seele einzutauchen“, um „das Licht“ zu finden, das „für immer leuchtet“. Im Vergleich zur Version auf dem Videoalbum unterscheidet sich Beautiful Strange nur minimal; erstere besitzt ein etwas längeres Gitarren-Lead-In-Segment, bevor Prince’ Gesang beginnt.[8] Im Mai 1999 veröffentlichte Madonna einen fast gleichnamigen Song mit Namen Beautiful Stranger aus dem Soundtrack zum Film Austin Powers – Spion in geheimer Missionarsstellung, was Prince auf seiner damaligen Website zu einem augenzwinkernden Kommentar über Madonna veranlasste: „Und sagt dem Mädchen, sie soll aufhören, meine Titel zu stehlen! :)“.[11]
12. Silly Game
Die ruhige und von Saiteninstrumenten getragene Soul-Pop-Nummer ist identisch mit der auf Rave Un2 the Joy Fantastic.
13. Wherever U Go, Whatever U Do
Auch dieser melodisch gitarrenlastige Mid-Tempo-Song aus dem Genre Easy Listening blieb unverändert.
14. Prettyman
Der ebenfalls als Hidden Track platzierte Song aus dem Bereich Funk ist bis Minute 4:24 identisch, bis dann der Groove für 1:12 Minuten zurückkehrt. Maceo Parker spielt einige Saxophon-Solos, das Stück wird langsam ausgeblendet und endet schließlich mit dem Geräusch, wie eine CD zertrümmert wird.

## Titelliste und Veröffentlichungen
| 1                                                                              | Rave In2 the Joy Fantastic                                     | 5:14 | 4:19      |
| 2                                                                              | Undisputed (The Moneyapolis Mix) (feat. Chuck D) a             | 5:45 | 4:20      |
| 3                                                                              | The Greatest Romance Ever Sold (x-tended) (feat. Eve) b        | 8:07 | 5:29      |
| 4                                                                              | Hot Wit U (Nasty Girl Remix) (feat. Eve)                       | 4:23 | 5:11      |
| 5                                                                              | Tangerine (x-tended)                                           | 2:13 | 1:31      |
| 6                                                                              | So Far, So Pleased (feat. Gwen Stefani)                        | 3:24 | identisch |
| 7                                                                              | The Sun, the Moon and Stars (x-tended)                         | 5:18 | 5:15      |
| 8                                                                              | Man ‘O’ War (Remix)                                            | 5:12 | 5:14      |
| 9                                                                              | Baby Knows (x-tended) (feat. Sheryl Crow)                      | 3:53 | 3:18      |
| 10                                                                             | Eye Love U, but Eye Don’t Trust U Anymore (feat. Ani DiFranco) | 3:36 | identisch |
| 11                                                                             | Beautiful Strange                                              | 4:55 | n.v.      |
| 12                                                                             | Silly Game                                                     | 3:30 | identisch |
| 13                                                                             | Wherever U Go, Whatever U Do                                   | 3:17 | identisch |
| 14                                                                             | Prettyman (x-tended) (feat. Maceo Parker) (Hidden Track)       | 5:36 | 4:24      |
| Spieldauer: 64:26 min.                                                         |                                                                |      |           |
| Autor aller Songs ist Prince a Autor: Prince und Chuck Db Autorin vom Rap: Eve |                                                                |      |           |

- Die Verwendung des englischen Pronomens „I“ („Ich“) stilisierte Prince seit 1988 in fast allen Songs als „Augen-Symbol“.

Rave In2 the Joy Fantastic wurde von Prince am 29. April 2001 veröffentlicht. Das Remixalbum erschien nur auf CD und war nur vorübergehend über seine damalige Website NPG Music Club.com käuflich zu erwerben, weswegen die Original-CD als Sammlerstück gilt. Auf der Rückseite des Albums ist ein Druckfehler enthalten; der Song Undisputed (The Moneyapolis Mix) ist als Undisputed (The Moneyopolis Mix) aufgelistet. Singles wurden nicht ausgekoppelt.
Im Jahr 2015 wurde das Remixalbum auch über den Musikstreaming-Dienst Tidal als Download veröffentlicht und am 26. April 2019 brachte The Prince Estate das Boxset Ultimate Rave heraus; dieses beinhaltet sowohl Rave In2 the Joy Fantastic als auch Rave Un2 the Joy Fantastic auf Doppel-LP in lilafarbenem Vinyl. Außerdem ist die Live-DVD Rave Un2 the Year 2000 enthalten.

### Musikvideos

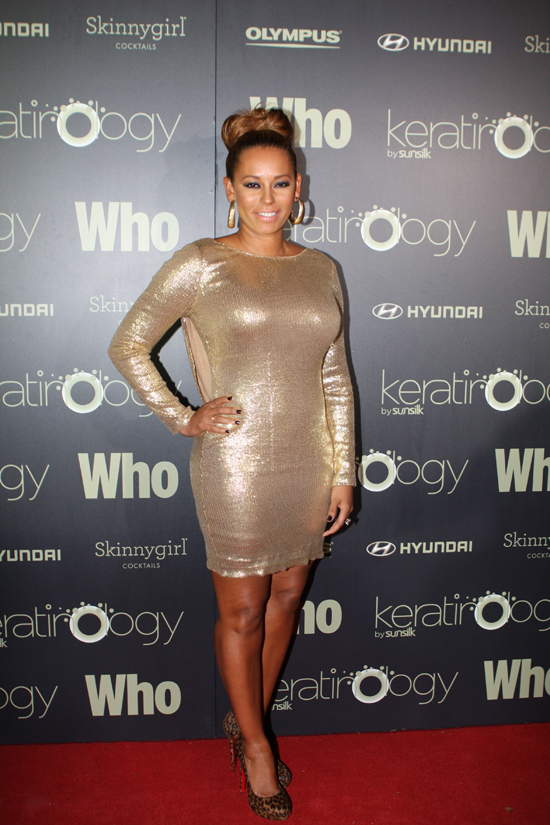
Melanie B im Jahr 2011

Prince produzierte mit Beautiful Strange und Hot Wit U (Nasty Girl Remix) zwei Musikvideos zu Songs von Rave In2 the Joy Fantastic. Das Musikvideo zu Beautiful Strange ist auf dem gleichnamigen Videoalbum zu sehen, das er am 24. August 1999 veröffentlichte und nur auf VHS erhältlich ist. Es beginnt, wie Melanie B von den Spice Girls in einer schwarzen Stretch-Limousine vom Typ Lincoln Town Car das Paisley Park Studio verlässt, wo sie Prince zuvor interviewt hatte. Zwar sind weder die beiden noch andere Person im Video zu sehen, aber aus dem Kontext des Videoalbums geht hervor, dass das Interview beendet ist und Melanie B in die Limousine einsteigt. Anschließend wird das Musikvideo ausschließlich grafisch per Computeranimation dargestellt; graue Wolken ziehen über einen permanent blauen Himmel vorbei. Inmitten des Videos ist ein Sonnenaufgang zu sehen. Der Liedtext schwebt chronologisch zu Prince’ Gesang im blauen Himmel.
Das Musikvideo zu Hot Wit U (Nasty Girl Remix) drehte Prince Ende 1999 in seinem Paisley Park Studio und er selbst war als Regisseur tätig. Im Video wirkt wieder die Tänzerin Desray Junca mit, die bereits im Video zu The Greatest Romance Ever Sold zu sehen ist. Unter anderem räkelt sich Junca, nur mit BH und Slip bekleidet, auf einem Bett, wobei sie sich mit Badeschaum einreibt. Premiere des Musikvideos war am 24. Mai 2000 auf dem Streaming-Media-Kanal RealNetworks, also bereits ein Jahr vor der Veröffentlichung des Remixalbums und acht Tage nachdem Prince seinen ursprünglichen Künstlernamen wieder angenommen hatte. Doch nach der Premiere wurde das Musikvideo öffentlich nicht mehr ausgestrahlt. Erst seit 2018 und damit zwei Jahre nach Prince’ Tod kann es auf YouTube über das Benutzerkonto von The Prince Estate wieder angeschaut werden.

### Coverversionen
Vier Coverversionen sind von Songs bekannt, die auf dem Remixalbum zu hören sind; Maceo Parker veröffentlichte im Jahr 2000 auf seinem Album Dial: M-A-C-E-O Instrumentalversionen von Baby Knows und The Greatest Romance Ever Sold. Molly Johnson coverte 2006 Tangerine, und der norwegische Saxophonist Håkon Kornstad nahm 2008 auch eine Instrumentalversion von The Greatest Romance Ever Sold auf.

## Mitwirkende

### Musiker
Alle Songs wurden von Prince arrangiert, komponiert, produziert und vorgetragen. Zudem spielte er alle Musikinstrumente selbst ein, wobei folgende Personen die Aufnahmen ergänzten:
- Ani DiFranco – Akustische Gitarre in Eye Love U, but Eye Don’t Trust U Anymore
- Chuck D – „rhyme animal“ in Undisputed (The Moneyapolis Mix)
- DJ Brother Jules (* 1971; † 2021) – Scratchen in Hot Wit U (Nasty Girl Remix), Prettyman (x-tended), Undisputed (The Moneyapolis Mix)
- Eve – „rhyme“ in Hot Wit U (Nasty Girl Remix), The Greatest Romance Ever Sold (x-tended)
- Gwen Stefani – Co-Leadsängerin in So Far, So Pleased
- Hornheads – Baritonsaxophon, Posaune, Saxophon, Trompete in Hot Wit U (Nasty Girl Remix), Man ‘O’ War (Remix)
- Kip Blackshire – Backing Vocals in Baby Knows (x-tended), Rave In2 the Joy Fantastic; Vocoder Vox in Undisputed (The Moneyapolis Mix)
- Kirk Johnson – Schlagzeug in So Far, So Pleased; zusätzliche Perkussions in Man ‘O’ War (Remix)
- Maceo Parker – Saxophon in Prettyman (x-tended)
- Marva King – Backing Vocals in Beautiful Strange, So Far, So Pleased
- Michael Bland – Schlagzeug in Baby Knows (x-tended)
- Mike Scott – Rhythmusgitarrist in Beautiful Strange, The Greatest Romance Ever Sold (x-tended)
- Rhonda Smith – Akustische Bassgitarre in Tangerine (x-tended); E-Bass in So Far, So Pleased
- Sheryl Crow – Co-Leadsängerin und Mundharmonika in Baby Knows (x-tended)

### Technisches Personal
- Prince – Arrangements der Hörner, Mixing, Programming der Drumcomputer, Toningenieur
- Arne Frager – Toningenieur für The NPG Orchestra
- Clare Fischer – Arrangements und Dirigieren von The NPG Orchestra in Man ‘O’ War (Remix), Silly Game, The Sun, the Moon and Stars (x-tended)
- Daniel Krieger (als „Kr“) – Lacquer Cut-Mastering der Vinyl-Ausgabe 2019
- Femi Jiya – Toningenieur-Assistenz im Song Rave In2 the Joy Fantastic
- Hans-Martin Buff – Bearbeitung, Mixing, Toningenieur und zusätzliche Special FX im Song Rave In2 the Joy Fantastic
- Jeff Shannon – Toningenieur-Assistenz für The NPG Orchestra
- Kirk Johnson – Programming der Drumcomputer in Beautiful Strange, Hot Wit U (Nasty Girl Remix), Man ‘O’ War (Remix), Prettyman (x-tended), The Greatest Romance Ever Sold (x-tended), Undisputed (The Moneyapolis Mix)
- Michael B. Nelson – Arrangements der Hörner
- Steve Mandel – Toningenieur-Assistenz in Baby Knows (x-tended) und So Far, So Pleased
- Steve Parke – Albumdesign, Artdirector, Fotografie
- Victor Carrillo – Toningenieur-Assistenz für The NPG Orchestra

## Tournee
Am 14. April 2001 führte Prince seine Hit-N-Run-Tour im Atlanta Civic Center in Atlanta in Georgia fort und beendete sie am 6. Mai 2001 im Sacramento Memorial Auditorium in Sacramento in Kalifornien. Die Tournee fand nur in den USA statt, umfasste 13 Konzerte und die Zuschauerkapazität der Konzerthallen betrug zwischen 1.500 und 8.000 Plätzen.
Als Vorgruppe trat für 20 Minuten die aus den vier Schwestern bestehende Girlgroup mit Namen „Milenia“ auf, die auch die Backing Vocals in einigen Songs auf dem Album The Rainbow Children (2001) übernommen hatte. Anschließend spielte für 40 Minuten die Funk-Band „Fonky Bald Heads“, bei der Kirk Johnson Schlagzeug spielte, der sowohl Gründungsmitglied als auch aktuelles Mitglied von The New Power Generation ist. Dann folgte Prince für 90 bis 120 Minuten, wobei er aber keine Songs von Rave In2 the Joy Fantastic präsentierte. Seine Begleitband bestand aus den folgenden elf Mitgliedern:
- Geneva (* 3. Januar 1977 als Tomasina Parrott in Calabasas (Kalifornien), seit 2006 mit Larenz Tate verheiratet) – Backing Vocals, Tänzerin
- John Blackwell (* 1973; † 2017) – Schlagzeug
- Kip Blackshire – Backing Vocals, Keyboard
- Mike Scott – Backing Vocals, Rhythmusgitarrist
- Milenia (Malikah White, Mikki White, Niyoki White und Tia White) – Backing Vocals
- Morris Hayes – Backing Vocals, Keyboard
- Najee – Flöte, Saxophon
- Rhonda Smith – Backing Vocals, E-Bass

Prince absolvierte zwei Aftershows; die erste fand am 26. April 2001 im Club Bricks in Salt Lake City in Utah statt, wobei Maceo Parker als Gastmusiker auftrat. Die zweite Aftershow spielte er drei Tage später – das Erscheinungsdatum von Rave In2 the Joy Fantastic – im Fillmore Auditorium in San Francisco in Kalifornien. Als musikalische Gäste waren Larry Graham, Rosie Gaines und Sheila E. anwesend. Der Liveauftritt von Gaines war der letzte, den sie gemeinsam mit Prince in ihrer Karriere absolvierte.

## Rezensionen
Im Jahr 2001 war das Interesse der Massenmedien an Rave In2 the Joy Fantastic äußerst gering, weil das Remixalbum nicht in den freien Verkauf gelangte. Zwar wird es in mehreren Büchern über Prince erwähnt, aber Rezensionen sind auch dort nur wenige zu finden. Erst nach seinem Tod im April 2016 wurde es vereinzelt von Musikkritikern bewertet und bekam überwiegend negative Kritiken.
Iman Lababedi von der Website Rock NYC.com verteilte die Note „B“, wobei „A“ die Bestnote ist. Es sei „keine schlechte Idee“ gewesen, das Remixalbum zu veröffentlichen, weil es besser als Rave Un2 the Joy Fantastic sei, meinte er. Die Versionen von Baby Knows (x-tended) und Man ‘O’ War (Remix) erhöhten das Tempo und der Song Beautiful Strange sei „eine gute Ergänzung“. Dennoch würde niemand das Remixalbum für ein „Meisterwerk halten“, vermutete Lababedi.
Jason Draper, britischer Musikjournalist und Autor mehrerer Prince-Bücher, zeigte sich mit Lob zurückhaltend. Das Remixalbum sei „geringfügig interessanter“ als Rave Un2 the Joy Fantastic und den Song Beautiful Strange beschrieb er als „düstere Klanglandschaft, die an einige der merkwürdigeren Momente von Come“ aus dem Jahr 1994 erinnerten.
Matt Thorne, ebenfalls britischer Musikjournalist und Autor von mehreren Prince-Büchern, war vom Remixalbum enttäuscht. Zwar sei Beautiful Strange einer der besten Prince-Songs, der vor allem durch sein Gitarrenspiel „Kraft“ bekomme, doch die verlängerte Version von The Greatest Romance Ever Sold und der Remix von Hot Wit U überzeugten Thorne nicht. Das Titelstück bezeichnete er sogar als „grauenvoll“, weil es „endgültig die Magie des Originalsongs“ zerstöre. Zudem war er darüber enttäuscht, dass Prince seine Coverversion von Everyday Is a Winding Road von der Tracklist gestrichen hatte.

## Kommerzieller Erfolg

### Chartplatzierungen
Im Jahr 2001 wurde Rave In2 the Joy Fantastic in den internationalen Musikcharts nicht geführt, weil es nur über Prince’ damalige Website NPG Music Club.com käuflich zu erwerben war. Erst 2019 konnte sich das Remixalbum in den Hitparaden platzieren, als es erneut veröffentlicht wurde; beispielsweise erzielte es Platz 91 in Belgien und als Ultimate Rave Platz 57 in Spanien, Platz 85 in den Niederlanden sowie Platz 155 in Frankreich.

### Musikverkäufe
Rave In2 the Joy Fantastic wurde weltweit ungefähr 20.000 Mal verkauft.